# Mohamed Ibrahim
Mohamed Ibrahim (en árabe: محمد ابراهيم; El Cairo, Egipto, 1 de marzo de 1992) es un futbolista de Egipto. Juega como mediocampista y su equipo es el Ceramica Cleopatra F. C. de la Premier League de Egipto.

## Trayectoria

### Zamalek
Ibrahim se formó en la cantera del Zamalek. Hizo su debut con el primer equipo en un partido de liga con el entrenador Hossam Hassan. A pesar de jugar solo 4 partidos en su temporada de debut, Ibrahim fue considerado como uno de los jugadores clave en el inicio de 2011. Anotó su primer gol contra Al-Masry, fue elegido uno de los mejores goles de la temporada, no solo por su belleza, sino también por las circunstancias - era un último minuto gol de la victoria. Terminó un excelente primera temporada con el Zamalek, con 15 apariciones, anotando 2 goles . Los clubes europeos habían comenzado a ganar interés en el jugador, incluyendo el francés gigantes Lyon y Paris Saint-Germain.
El joven Ibrahim comenzó a desarrollar una actitud en la temporada 2011-12 con el nuevo entrenador Hassan Shehata . Él declaró más de una vez que no tenía ningún problema con Shehata . Luego empezó a golpear la gestión Zamalek públicamente acerca de su falta de tiempo de juego en la temporada. La gestión de Zamalek después lo suspendió de jugar para el equipo durante unos meses. Este vio ver ninguna acción sobre el terreno de juego para la final de la inacabada 2011-12 egipcio Premier League y las rondas preliminares del 2012 CAF Champions League . Después de poner buenas actuaciones con la selección sub-23 Egipto en el Torneo de Toulon 2012 y la Copa Árabe de Naciones 2012, recuperó su lugar en el equipo. Ibrahim tarde declaró que había una oferta de un club francés y tenía la intención de ir a unirse a la escuadra después de la Juegos Olímpicos de 2012.
Después de la salida de Shehata y la llegada del técnico brasileño Jorvan Veira, Ibrahim se utilizó inmediatamente como 11 jugador inicial. Jugó partidos completos contra Berekum Chelsea y el TP Mazembe en el 2012 CAF Champions League , anotando ante el Chelsea en el proceso. En el juego final, fase de grupos de la UEFA Champions League, Ibrahim anotó el único gol del Zamalek en el empate 1-1 con amargos rivales Al Ahly SC en el Cairo derbi. Después de la Premier League 2012-13 egipcia fue pospuesto por segunda vez a mediados de octubre, cuando se suponía que debía comenzar el 17 de octubre, Ibrahim dijo que él estaba en su manera de salir de Zamalek. Sin embargo, Zamalek aferró al jugador hasta que la liga se inició el 1 de febrero. Al final de la primera etapa de la temporada de cara a la fase final 4, Ibrahim fue el equipo máximo goleador mientras ayudaba Zamalek terminar en el primer lugar en el Grupo B.

## Selección nacional

### Participaciones en Copas del Mundo
| Mundial                     | Sede     | Resultado        | Partidos | Goles |
| --------------------------- | -------- | ---------------- | -------- | ----- |
| Copa Mundial Sub-20 de 2011 | Colombia | Octavos de final | 4        | 3     |

## Clubes
| Club                     | País     | Año       |
| ------------------------ | -------- | --------- |
| Zamalek S. C.            | Egipto   | 2009-2014 |
| C. S. Marítimo           | Portugal | 2014-2015 |
| Zamalek S. C.            | Egipto   | 2015-2019 |
| Misr Lel Makkasa Club    | Egipto   | 2019-2020 |
| Ceramica Cleopatra F. C. | Egipto   | 2020-     |

## Palmarés

### Títulos nacionales
| Título         | Club          | País   | Año  |
| -------------- | ------------- | ------ | ---- |
| Copa de Egipto | Zamalek S. C. | Egipto | 2013 |
| Copa de Egipto | Zamalek S. C. | Egipto | 2014 |